# Закон України «Про судоустрій і статус суддів» (2016)
Закон України «Про судоустрій і статус суддів» — Закон, що визначає організацію судової влади та здійснення правосуддя в Україні. Прийшов на зміну попередньому Закону «Про судоустрій і статус суддів», прийнятому 2010 року і викладеному в новій редакції 2015 року.

## Судова реформа2016
27 жовтня 2014 р. Президент П. Порошенко створив Раду з питань судової реформи, яка повинна підготувати та подати Главі держави пропозиції щодо стратегії реформування судоустрою та судочинства. Координатором Ради призначено заступника глави АПУ О. В. Філатова.
Стратегія сталого розвитку «Україна — 2020», запропонована П. Порошенком, накреслює судову реформу у два етапи:
1. невідкладне оновлення законодавства, спрямоване на відновлення довіри до судової влади в Україні;
2. системні зміни в законодавстві: прийняття нової Конституції України та на основі відповідних конституційних змін — нових законів, що стосуються судоустрою та судочинства, інших суміжних правових інститутів.

Мета реформи — реформування судоустрою, судочинства та суміжних правових інститутів задля практичної реалізації принципів верховенства права і забезпечення кожному права на справедливий судовий розгляд справ незалежним та неупередженим судом.
Законодавчим втіленням проміжного етапу реформи стало прийняття Закону України «Про забезпечення права на справедливий суд», проєкт якого розроблений президентською Радою з питань судової реформи під керуванням Філатова. Водночас, політики, експерти та оглядачі заявляли, що це є лише першим кроком на шляху повноцінної реформи.

Кловський палац — одна з будівель Верховного Суду

Велика судова реформа, що складається з Закону про внесення змін до Конституції України (щодо правосуддя), та нового Закону «Про судоустрій і статус суддів», була прийнята без суттєвого обговорення Верховною Радою 2 червня 2016 року.
Однією з причин ухвалення реформи називалася вимоглива позиція послів «Великої сімки» та Міжнародного валютного фонду.
Основні новації двох законів реформи полягають у наступному:
- Перетворення чотирирівневої судової системи на трирівневу (місцеві/окружні суди — апеляційні суди — новий Верховний Суд, у складі якого діють Велика Палата, Касаційний адміністративний суд, Касаційний господарський суд, Касаційний кримінальний суд, Касаційний цивільний суд). ВГСУ, ВАСУ, ВСС ліквідуються, але спеціалізація судочинства залишається.
- Всіх суддів призначатимуть на конкурсній основі. Нові кваліфікаційні вимоги до суддів ВСУ. Утворення Громадської ради доброчесності.
- Створення окремих Вищого антикорупційного суду та Вищого суду з питань інтелектуальної власності.
- Обмеження суддівської недоторканності.
- Утворення Вищої ради правосуддя замість ВРЮ.
- Істотне підвищення суддівської винагороди (зарплати).
- Розширення дисциплінарної відповідальності суддів, кваліфікаційне оцінювання.
- Зміна порядку призначення, переведення суддів.
- Введення інституту конституційної скарги громадянина до Конституційного Суду.
- Поступове впровадження адвокатської монополії на представництво в судах[12][14][15].

Реформу привітали Європейський Союз, США, Рада Європи, Венеціанська комісія, але висловила критичні зауваження Європейська Бізнес Асоціація.
Європейський суд з прав людини негативно оцінив ліквідацію ВСУ. ЄСПЛ постановив, що ліквідація старого Верховного суду не мала законних підстав, а судді ВСУ не могли бути звільнені чи переведені до іншого суду. Суд зазначив, що суддям колишнього ВСУ було заборонено виконувати свої функції без жодного офіційного звільнення через судову реформу та законодавчі зміни, що відбулися у 2016 році. Зокрема, порушено принцип незмінюваності суддів, який є фундаментальним для незалежності суддів і довіри громадськості до судової влади.

## Зміст
Закон складається з більше ніж 160-ти статей у одинадцяти розділах, а також дванадцятого розділу «Прикінцеві та перехідні положення».
- Розділ I. Засади організації судової влади
- Розділ II. Судоустрій
  - Глава 1. Організаційні основи судоустрою
  - Глава 2. Місцеві суди
  - Глава 3. Апеляційні суди
  - Глава 4. Вищі спеціалізовані суди
  - Глава 5. Верховний Суд
- Розділ III. Судді та присяжні
  - Глава 1. Загальні положення статусу судді
  - Глава 2. Суддя
  - Глава 3. Присяжний
- Розділ IV. Порядок зайняття посади судді
- Розділ V. Кваліфікаційний рівень судді
  - Глава 1. Кваліфікаційне оцінювання суддів
  - Глава 2. Підготовка судді та його регулярне оцінювання
  - Глава 3. Вища кваліфікаційна комісія суддів України
  - Глава 4. Національна школа суддів України
- Розділ VI. Дисциплінарна відповідальність судді
- Розділ VII. Звільнення судді з посади та припинення його повноважень
  - Глава 1. Звільнення судді з посади
  - Глава 2. Припинення повноважень судді
- Розділ VIII. Суддівське самоврядування
  - Глава 1. Загальні засади суддівського самоврядування
  - Глава 2. Органи суддівського самоврядування
- Розділ IX. Забезпечення суддів
- Розділ X. Статус судді у відставці
- Розділ XI. Організаційне забезпечення діяльності судів
  - Глава 1. Загальні питання забезпечення діяльності судів
  - Глава 2. Державна судова адміністрація України
  - Глава 3. Апарат суду, служби організаційного забезпечення роботи та охорони суду
  - Глава 4. Служба судової охорони
- Розділ XII. Прикінцеві та перехідні положення.

## Набрання чинності
Законопроєкт № 4734 подано Президентом України 30 травня 2016 і визначено як невідкладний. Вже за три дні, 2 червня 2016, його було прийнято голосами 281-го депутата. Того ж дня народні депутати Надія Савченко та Юрій-Богдан Шухевич зареєстрували проєкт постанови про скасування рішення про прийняття законопроєкту 4734. Це відтермінувало підписання Закону Головою ВР В. Гройсманом до 17 червня, а 13 липня він був підписаний Президентом П. Порошенком незважаючи на заклик Вищого адміністративного суду України накласти вето.
Закон набрав чинності з дня набрання чинності Законом України «Про внесення змін до Конституції України (щодо правосуддя)», тобто з 30 вересня 2016 року.